# Apahegy
Apahegy (románul: Viile Apei) falu Romániában, Máramaros megyében.

## Lakossága
- 1910-ben 541 lakosából 283 volt magyar és 258 román anyanyelvű; 262 görögkatolikus, 224 református, 47 római katolikus és nyolc zsidó vallású.
- 2002-ben 742 lakosából 558 volt román és 183 magyar nemzetiségű; 548 ortodox, 181 református és tíz római katolikus vallású.

## Fekvése
A Rozsály nyugati oldalán, a Kőkincs-patak völgyében települt, Nagybányától 30 km-re északnyugatra, Szatmárnémetitől 45 km-re keletre fekszik.

## Története
A 18. század második felében települt magyar szőlőművesekkel Apa és Szinérváralja szőlői mellé. 1785-ben már néhány állandóan lakott ház állt itt. Románok a 19. század középső harmadában települtek be és nem foglalkoztak szőlőműveléssel. 1912-ben Apa pusztájából alakították önálló községgé, 1950-ben csatolták Szinérváralja községhez. Mai református temploma 1978-ban épült, a korábbi a patak völgyében feljebb állt. Román görögkatolikus egyházközsége 1925-ben szerveződött, mai ortodox temploma 1983-ban épült. Etnikailag ma is szegregált, a magyarok a Kőkincs-patak mentén fekvő Magyar utcában élnek, a falu 1860-as területén. 2006-ban a lakosság 15%-a külföldön dolgozott, sokan Avasújvárosba vagy Szinérváraljára ingáztak. Szőlőműveléssel már nem foglalkoztak életvitelszerűen.